# Medaile prof. MUDr. Jana Janského
Medaile prof. MUDr. Jana Janského (též Janského medaile nebo dříve Janského plaketa) je ocenění předávané bezpříspěvkovým dárcům krve. Ocenění je pojmenováno po Janu Janském, českém lékaři a psychiatrovi, objeviteli čtvrté krevní skupiny.
Janského plakety jsou udělovány v České republice a na Slovensku. V ČR je uděluje Český červený kříž.

## Udělované plakety
V České republice jsou udělovány tři úrovně medailí:
- Bronzová medaile prof. MUDr. Jana Janského – udělována za 10 bezpříspěvkových odběrů
- Stříbrná medaile prof. MUDr. Jana Janského – udělována za 20 bezpříspěvkových odběrů
- Zlatá medaile prof. MUDr. Jana Janského – udělována za 40 bezpříspěvkových odběrů

Vyšší počty odběrů (80; 120 a 160) jsou oceňovány Zlatými kříži ČČK nebo plaketou Dar krve - dar života (250 odběrů).

## Udělování plaket na Slovensku
Slovenský Červený kříž uděluje plakety (nepoužívá termín medaile). Ženy mají nárok na Zlatou plaketu už po 30 odběrech. Navíc je na Slovensku udělována také Diamantová plaketa, ženám po 60 a mužům po 80 odběrech.

## Galerie

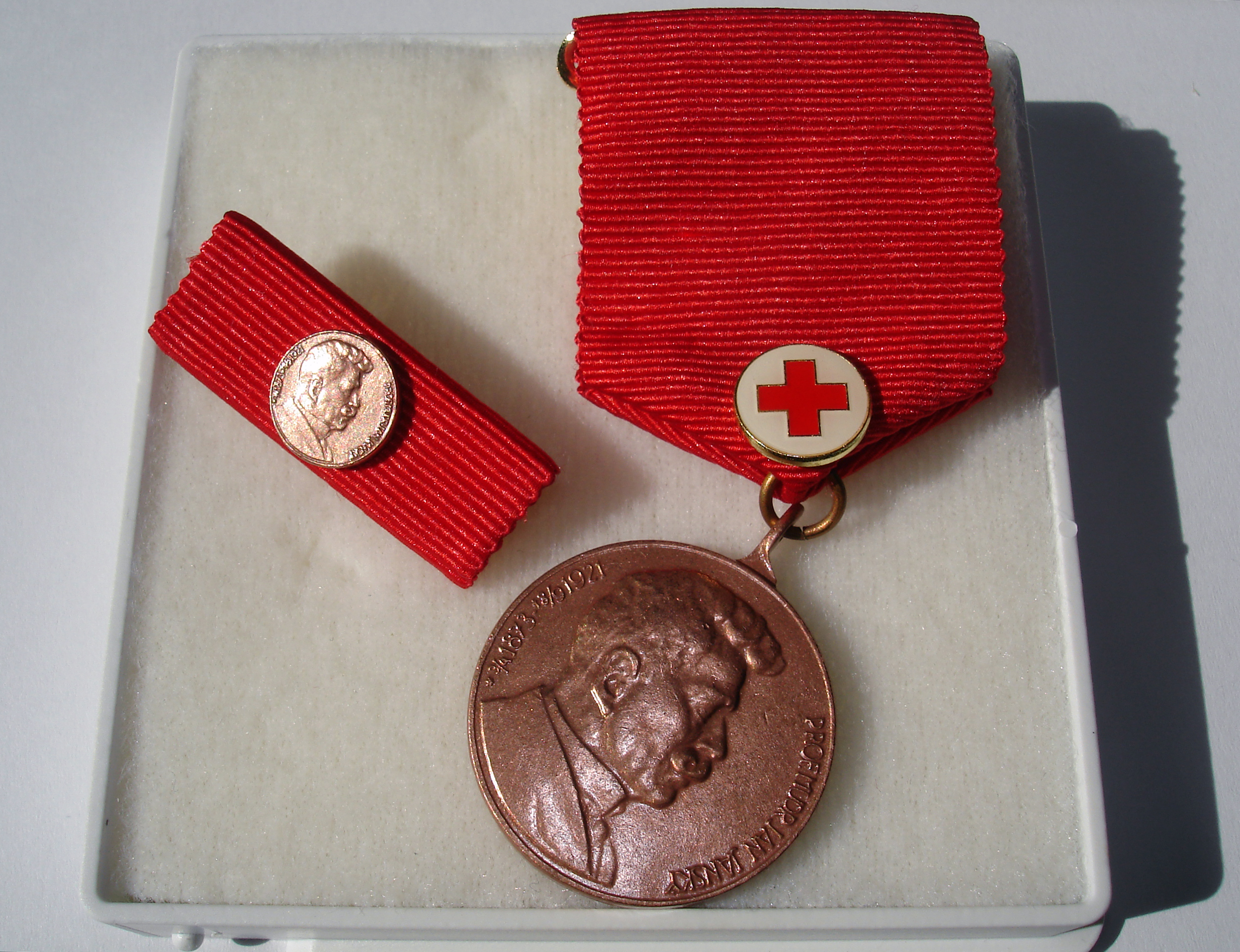
Bronzová Janského plaketa
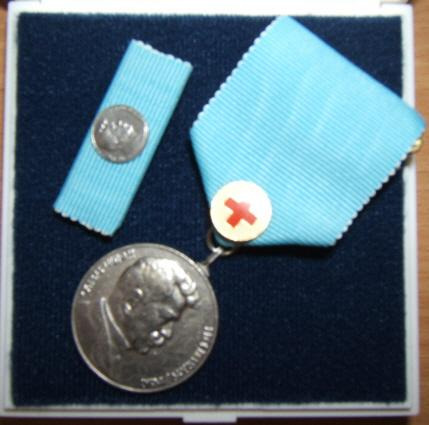
Stříbrná Janského plaketa
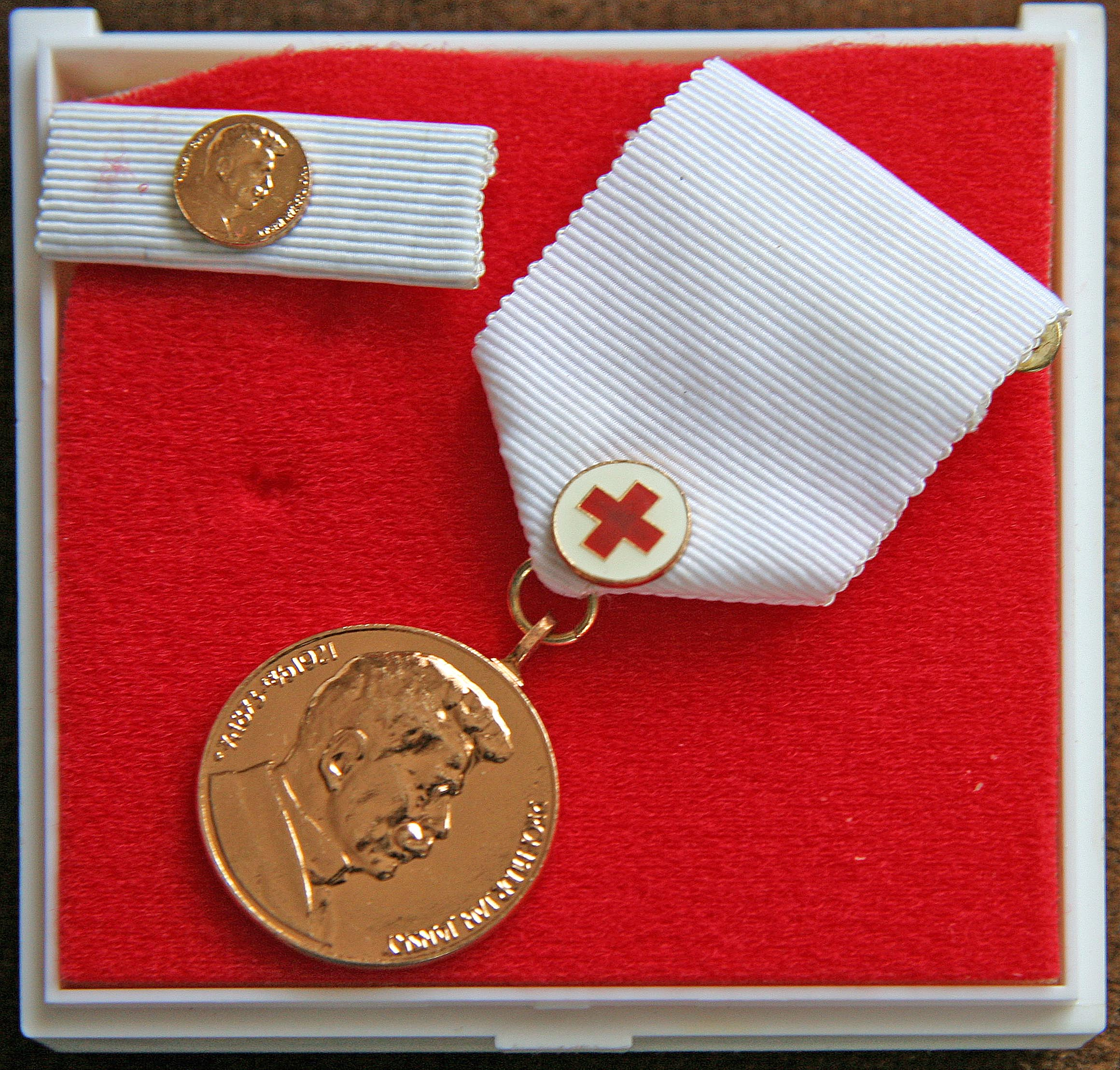
Zlatá Janského plaketa